# Пэк Ин Чхоль
Пэк Ин Чхоль (кор. 백인철; род. 20 декабря 1961, Чхонан) — южнокорейский боксёр, представитель средних весовых категорий. Выступал на профессиональном уровне на всём протяжении 1980-х годов, владел титулом чемпиона мира по версии Всемирной боксёрской ассоциации (WBA).

## Биография
Пэк Ин Чхоль родился 20 декабря 1961 года в городе Чхонан провинции Чхунчхон-Намдо, Южная Корея.
Дебютировал в боксе на профессиональном уровне в мае 1980 года, отправив своего соперника в нокаут во втором раунде. Долгое время не знал поражений, хотя выступал исключительно на домашних рингах и выходил в основном против дебютантов.
В декабре 1981 года завоевал вакантный титул чемпиона Восточной и тихоокеанской боксёрской федерации (OPBF) во первой средней весовой категории, который впоследствии сумел защитить больше десяти раз. При этом в мае 1983 года впервые побывал в США и проиграл по очкам ирландцу Шону Манньону (26-5-1), потерпев тем самым первое поражение в профессиональной карьере.
Благодаря череде удачных выступлений в 1987 году Пэк удостоился права оспорить вакантный титул чемпиона мира в первом среднем весе по версии Всемирной боксёрской ассоциации (WBA) — вновь отправился в США, где встретился с представителем Американских Виргинских островов Джулианом Джексоном (31-1). В итоге проиграл ему техническим нокаутом в третьем раунде.
Несмотря на проигрыш, Пэк Ин Чхоль продолжил активно выходить на ринг, стал чемпионом OPBF в средней весовой категории, отметился победой над достаточно сильным соотечественником Пак Чон Пхалем (46-4-1) и в мае 1989 года выиграл техническим нокаутом у действующего чемпиона WBA во втором среднем весе венесуэльца Фульхенсио Обельмехиаса (49-4), забрав его чемпионский пояс себе. Также победа в этом поединке принесла ему статус линейного чемпиона во второй средней весовой категории.
Полученный титул Пэк сумел защитить дважды. В рамках третьей защиты в марте 1990 года встретился с непобеждённым французом Кристофом Тьоззо (25-0) и уступил ему техническим нокаутом в шестом раунде — на этом поражении принял решение завершить спортивную карьеру. В общей сложности провёл на профи-ринге 50 боёв, из них 47 выиграл (в том числе 43 досрочно) и 3 проиграл.